# Michel Vauzelle

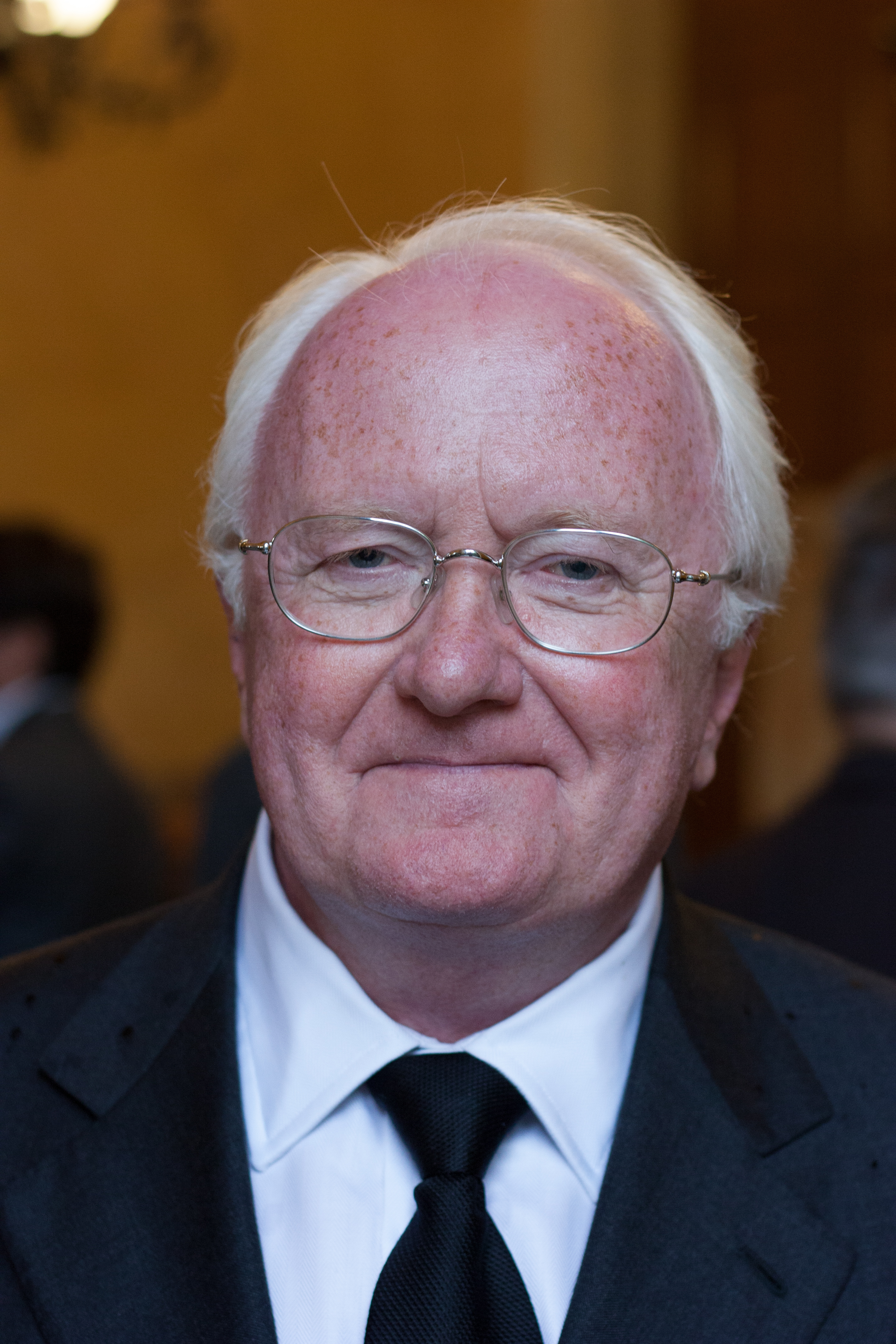
Michel Vauzelle

Michel Vauzelle (* 15. August 1944 in Montélimar, Département Drôme) ist ein französischer Politiker der Parti socialiste. Er war von 1992 bis 1993 Justizminister und von 1998 bis 2015 Präsident des Regionalrates von Provence-Alpes-Côte d’Azur.

## Leben
Vauzelle studierte Rechtswissenschaften in Lyon. Nach seinem Studium war er als Rechtsanwalt in Paris tätig und arbeitete auch für das Kabinett des bürgerlichen Jacques Chaban-Delmas. 1976 trat er der Sozialistischen Partei Frankreichs bei.
Vom 2. April 1992 bis 29. März 1993 war Vauzelle als Nachfolger von Henri Nallet im Kabinett von Pierre Bérégovoy Justizminister von Frankreich.
Von 1986 bis 1992, von 1997 bis 2002 und von 2007 bis 2017 vertrat er einen Wahlkreis des Départements Bouches-du-Rhône in der Nationalversammlung. Vom 18. Juni 1995 bis zum 15. März 1998 war er Bürgermeister der Stadt Arles. Von 1998 bis 2015 war er Präsident des Regionalrates der Region Provence-Alpes-Côte d’Azur. Von 2002 bis 2007 vertrat er den Wahlkreis (Kanton) Arles-Ouest im Generalrat des Départements Bouches-du-Rhône. 